# 趙奮
趙奮（1533年—？），字庸卿，號友石，福建福州府閩縣人，軍籍，明朝政治人物。

## 生平
嘉靖四十三年（1564年）甲子科福建鄉試第四十二名舉人。嘉靖四十四年（1565年）中式乙丑科會試第二十六名，廷試三甲第三十二名進士。都察院观政，本年六月授温州府教授，隆慶元年（1567年）九月升宁波府推官，四年三月行取，八月选授吏科给事中，五年二月升本科右，四月升刑科左，五月升广平知府，万历四年（1576年）正月升河南提学副使，五年三月患病致仕，卒。

## 家族
曾祖趙震；祖父趙文吉；父趙濟，母林氏。兄趙璧（举人）、赵世傑。